# 劉玠 (劉宋)
劉玠（5世紀—453年），一作刘球，劉宋宗室、官员，新渝惠侯劉义宗长子，长沙景王刘道鄰之孙。
元嘉二十一年（444年），劉义宗去世，劉玠袭爵。劉玠历任琅邪郡太守、秦郡太守。元嘉三十年（453年），太子刘劭弑父篡位，劉玠也被杀。宋孝武帝即位后，追赠劉玠散骑常侍，谥怀。劉玠无子，以弟劉秉之子劉承继封新渝县侯。